# Зейденберг Савелій Мойсейович
Савелій Мойсейович Зейденберг (Зайденберг) (справжнє ім'я — Говелій Шоель Мошков; нар. 28 квітня 1862, Бердичів — пом. 1942, Ярославль) — радянський живописець, графік, педагог; співзасновник і член Товариства художників імені Архипа Куїнджі у 1909—1920 роках.

## Біографія
Народився 16 [28] квітня 1862 року в місті Бердичеві (тепер Житомирська область, Україна) в єврейській сім'ї. Наприкінці 1870-х — початку 1880-х років навчався у Київській рисувальній школі Миколи Мурашка. 1882 року поступив до Санкт-Петербурзького університету та записався вільним слухачем у Петербурзьку академію мистецтв. З 1885 року став дійсним студентом Академії, яку закінчив у 1891 році. Під час навчання у 1884 і 1886 роках отримав малі, а у 1886 і 1888 роках великі срібні медалі. У 1890 році за картину «Апостол Петро зцілює кульгавого» отримав золоту медаль, а 1891 року за картину «Прийняття християнства святою царицею Олександрою» отримав звання художника історичного живопису першого ступеня.
Жив у Санкт-Петербурзі. Відкрив власну Школу живопису та малюнку. У 1914—1917 роках викладав у студії по підготовці до вступу в Академію миистецтв. До 1940 року викладав у Вищому художньо-технічному інституті і в Інституті живопису, скульптури і архітектури. Серед учнів: Микола Акімов, Юрій Анненков, Олексій Грицай, Марк Шагал.
Помер у 1942 році під час перебування в евакуації у місті Ярославлі.

## Творчість
У 1890-х — 1910-х роках писав переважно історичні і жанрові картини. Серед них:
- «Ремонт залізничного шляху» (1897, полотно, олія; Одеський художній музей[3]);
- «Ушкуйники» («Новгородська вольниця», 1900);
- «Ярмарка в Малоросії» (1901);
- «Повалення єпископа астраханського» (1903);
- «Іван Грозний над трупом сина» (1904);
- «На ярмарку» (1907);
- «Розшуки поранених» (1914).

В цей період виконав низку
портретів
- художника Павла Щербова (1889);
- професора Миколи Кареєва (1897);
- режисера Євтихія Карпова  (1901);
- художника Євгена Столиці (1902);
- художника Костянтина Крижицького (1903);
- співачки Анастасії В'яльцевої  (1904);
- сина (1906);

пейзажів
- «Осіння повінь» (1900);
- «Ввечері» (1904);
- «Бабине літо» (1907);
- «Останній промінь» (1910);
- «У садибі» (Костромський обласний музей образотворчих мистецтв);
- «На смузі» (Бердянський художній музей).;

Малював для журналу «Нива».
Після Жовтневої революції писав картини присвячені радянському селу, Червоній армії і Червоному флоту. У 1918 році брав участь у оформлені вулиць і площ Петрограда до святкування 1-ї річниці Жовтневої революції. Серед післяреволюційних робіт:
- «Переведення декабристів а Олександрівську фортецю» (1924);
- «Червонофлотці на колгоспному ярмарку» (1933);
- «Зустріч Червоної гвардії в містечку» (1934);
- «С. М. Кіров в колгоспі» (1934);
- «Повернення колгоспників із сінокосу» (1935);
- «Виробнича нарада на "Червоному Виборжці"» (1937);
- «Читання Пушкіна в колгоспі» (1937).

Брав участь у виставках Академії мистецтв, Товариства російських акварелістів, Товариства імені А. І. Куїнджі, Товариства південноросійських художників з 1886 року. В радянський період учасник виставок:
- Асоціації художників революційної Росії (1924—1926);
- «Робітничо-Селянській Червоній армії п'ятнадцять років» (1933, Москва);
- «Робітничо-Селянській Червоній армії двадцять років» (1938, Москва);
- «Індустрія соціалізму», Москва (1939, Москва)[2].

Персональна виставка пройшла у Ленінграді в 1937 році.